# Abipon (jezik)
Abipon jezik (ISO 639-3: axb), izumrli jezik Abipón Indijanaca koji se u 18. stoljeću govorio na području sjeverne Argentine u susjednim područjima Bolivije i Paragvaja, odnosno na Gran Chacu.
Lokalne skupine Nakaigetergehè i Riikahè govorile su istim jezikom, dok je treća abiponska skupina Yaaukanigá izgleda bila stranog porijekla i služila se posebnim jezikom, a svi su predstavnici porodice guajkuru. Najsrodniji mu je bio i danas živi jezik kadiwéu, kojim govore južnobrazilski Caduveo.

## Glasovi
20: p "t k q tS gF RF h m "n nj "l "rr j w i "e a "o i_.

## Vanjske poveznice
- Ethnologue (14th)
- Ethnologue (15th)